# Марийский край
Мари́йский край (луговомар. Марий мланде) — междуречье Ветлуги и Вятки — историческая область, где в настоящее время коренным народом являются марийцы. Кроме Республики Марий Эл край включает граничащие с ней Поветлужье Нижегородской области, восточные районы Костромской области, южную часть Кировской области, северо-западные районы Республики Татарстан.